# Georgi Petrow (Badminton)
Georgi Petrow (bulgarisch Георги Петров; * 19. Juli 1980) ist ein bulgarischer Badmintonspieler.

## Karriere
Georgi Petrow war 2002 erstmals bei den nationalen Titelkämpfen in Bulgarien erfolgreich. Bis 2007 folgten fünf weitere Siege. Gewinnen konnte er des Weiteren die Cyprus International, die Greece International, die Israel International und die Balkanmeisterschaften. 2003 und 2007 nahm er an den Badminton-Weltmeisterschaften teil.